# Chruszczewka Szlachecka
Chruszczewka Szlachecka – wieś w Polsce położona w województwie mazowieckim, w powiecie sokołowskim, w gminie Kosów Lacki. Ma status sołectwa.
| SIMC    | Nazwa                | Rodzaj    |
| ------- | -------------------- | --------- |
| 0675933 | Chruszczewka-Kolonia | część wsi |

W latach 1975–1998 miejscowość administracyjnie należała do województwa siedleckiego.
Wierni wyznania rzymskokatolickiego zamieszkali w Chruszczewkce Szlacheckiej należą do parafii Kosów Lacki. W miejscowości znajduje się kaplica dojazdowa pw. Najświętszego serca Pana Jezusa.